# Požar u Richmondskom kazalištu
Požar u Richmondskom kazalištu (engleski Richmond Theatre Fire) se je dogodio 26. prosinca 1811. u gradskom kazalištu Richmond Theatre u gradu Richmondu tijekom izvođenja dviju predstava - Diderotove drame Otac obitelji i pantomime temeljene na romanu The Monk Matthewa Gregoryja Lewisa. S obzirom na božićne praznike, teatar je bio ispunjen publikom, među kojom su se nalazila neka od najuglednijih imena tadašnje Virginije, uključujući pripadnike tzv. Prvih obitelji. Tijekom predstave se zapalila scenografija i brzo proširila po zgradi, izazvavši paniku tokom koje je dio publike bio izgažen. Od 598 članova publike - 518 odraslih i 80 djece - je poginulo njih 72, među kojima i George William Smith, guvernera države. Požar u Richmond Theatreu je po broju žrtava predstavljao najveću katastrofu te vrste u dotadašnjoj američkoj povijesti. Na mjestu tragedije je kasnije podignuta Monumentalna crkva koja danas predstavlja lokalnu znamenitost, a 1819. je na drugom mjestu podignuta druga zgrada gradskog kazališta. 
U Richmondskom kazalištu je nastupala glumica Eliza Poe, koja se razbolila i umrla nekoliko tjedana prije požara. Dio povjesničara vjeruje da su ti događaji značajno uttjecali na opus njenog sina, književnika Edgara Allana Poea.

## Vanjske poveznice
- An account of the fire
- Victims of the 1811 Richmond Theater Fire